# Браунсвілл (Вісконсин)
Браунсвілл (англ. Brownsville) — селище (англ. village) в США, в окрузі Додж штату Вісконсин. Населення — 598 осіб (2020).

## Географія
Браунсвілл розташований за координатами 43°36′55″ пн. ш. 88°29′43″ зх. д. / 43.61528° пн. ш. 88.49528° зх. д. (43.615180, -88.495267).  За даними Бюро перепису населення США в 2010 році селище мало площу 1,36 км², уся площа — суходіл. В 2017 році площа становила 1,58 км², уся площа — суходіл.

## Демографія
Згідно з переписом 2010 року, у селищі мешкала 581 особа в 221 домогосподарстві у складі 175 родин. Густота населення становила 428 осіб/км².  Було 233 помешкання (172/км²).
Расовий склад населення:
| - 98,6 % — білих - 0,3 % — вихідців з тихоокеанських островів - 0,3 % — корінних американців - 0,3 % — чорних або афроамериканців - 0,3 % — азіатів |

До двох чи більше рас належало 0,0 %. Частка іспаномовних становила 0,5 % від усіх жителів.
За віковим діапазоном населення розподілялося таким чином: 25,0 % — особи молодші 18 років, 64,0 % — особи у віці 18—64 років, 11,0 % — особи у віці 65 років та старші. Медіана віку мешканця становила 40,1 року. На 100 осіб жіночої статі у селищі припадало 102,4 чоловіків;  на 100 жінок у віці від 18 років та старших — 104,7 чоловіків також старших 18 років.
Середній дохід на одне домашнє господарство  становив 111 632 долари США (медіана — 84 583), а середній дохід на одну сім'ю — 121 403 долари (медіана — 91 250). Медіана доходів становила 54 559 доларів для чоловіків та 41 111 долар для жінок. 
Цивільне працевлаштоване населення становило 379 осіб. Основні галузі зайнятості: виробництво — 35,1 %, освіта, охорона здоров'я та соціальна допомога — 15,3 %, будівництво — 14,5 %.